# Ferrari 250 Europa
La Ferrari 250 Europa est une sportive de prestige développée par le constructeur automobile italien Ferrari. Carrossée par Pinin Farina, il s'agit d'une déclinaison de tourisme de la Ferrari 250 MM. Elle est dans un premier temps motorisée par un V12 « Lampredi », qui sera remplacé par le V12 « Colombo » commun à l'ensemble des Ferrari 250 ; cette dernière version est alors rebaptisée Ferrari 250 Europa GT.

## Genèse
Alors que la Ferrari 250 MM brille en compétition, notamment aux Mille Miglia, Ferrari se lance dans la production d'une première version de tourisme de la 250.
Deux séries de cette version « standardisée » de la 250 MM seront produites : la Ferrari 250 Europa (20 exemplaires) et la Ferrari 250 Europa GT (44 exemplaires).
Les différences sont essentiellement mécaniques : la 250 Europa est construite sur un châssis de 2 800 mm et est mue par un moteur V12 « Lampredi » — la seule Ferrari 250 qui ne soit pas propulsée par le moteur « Colombo » — tandis que l'Europa GT est basée sur un empattement de 2 600 mm et est propulsée par le moteur « Colombo ».